# 権八成裕
権八 成裕（ごんぱ なるひろ、1974年8月25日 - ）は、日本のCMプランナー、クリエイティブ・ディレクターである。

## 経歴
神奈川県横浜市出身。栄光学園を経て、慶應義塾大学環境情報学部卒業。電通クリエーティブ塾を経て、1998年電通入社。
入社1年目にして別冊宝島の広告で朝日広告賞一般公募の部グランプリを受賞。
2003年電通の子会社「シンガタ」の設立に参加・出向。

## 人物
身長186cm。B型の乙女座。
2010年に西尾由佳理（元日本テレビアナウンサー、現フリーアナウンサー）と結婚。妻との間には二人の子がいる。

## 主な仕事

### CM
- サントリー
  - 「DAKARA」
  - 「ビタミンウォーター」
  - 「速水いまいち」
  - 「BLACK BOSS」
  - 「BOSS SILKY BLACK」
  - 「ラッキーサイダー」
  - 「196℃ ストロングゼロ」
- au 「最後のメール」篇　「Designers KDDI」
- 東京海上日動 「Help!Smap!」篇
- 全日本空輸
  - 「SMAP沖縄の歌」篇（2002年）:この時の挿入歌は『SMAP '02 "Drink! Smap! Tour"』にて「SMAP Rock You」としてライブ披露されている)
  - 「LIVE/中国/ANA」篇
- ドール 「Doleマン」シリーズ
- 明治乳業 「明治おいしい牛乳」
- ソフトバンクモバイル SMAPシリーズ[3][4]
- earth music & ecology 宮崎あおいシリーズ[5]
- ディー・エヌ・エー 「いい大人の、モバゲー」シリーズ
- セガ 「バーチャファイター4」
- ファミリーマート 香取慎吾シリーズ（焼き鳥、クリスマスケーキ・チキン、お母さん食堂、肉まん）[6]
- WACK「先に謝罪」キャンペーン（企業広告）[6]

### MV
- 乃木坂46 「バレッタ」
- 石川綾子、川口千里「はなまるぴっぴはよいこだけ」
- BiSH「GiANT KiLLERS」
- GANG PARADE「ブランニューパレード」

### ラジオ
- TOKYO FM　澤本・権八のすぐに終わりますから 2014年4月〜（出演）

### 作詞
- SMAP「buzzer beater」
- SMAP「Love loser」
- SMAP「not alone 〜幸せになろうよ〜」
- SMAP「ユーモアしちゃうよ」
- 香取慎吾「10%」
- 道玄坂43「強肉弱食時代〜強い奴らを食っちまえ〜」

### その他
- 24時間テレビ
- アイバブユー - リラックス（マガジンハウス） （連載）
- 村上隆 「inochi」展
- 下妻物語 DVD特典「一角獣初恋ものがたり」
- AbemaTV「72時間ホンネテレビ」（企画構成）
- 映画「クソ野郎と美しき世界」（企画）
- 香取慎吾「サントリー オールフリー presents BOUM ! BOUM ! BOUM ! 香取慎吾NIPPON初個展」（企画）[6]

## 主な受賞
- 1998年度朝日広告賞第1部最高賞
- TCC最高新人賞
- ACCベストプランナー賞